# Obrazárna zámku Kroměříž

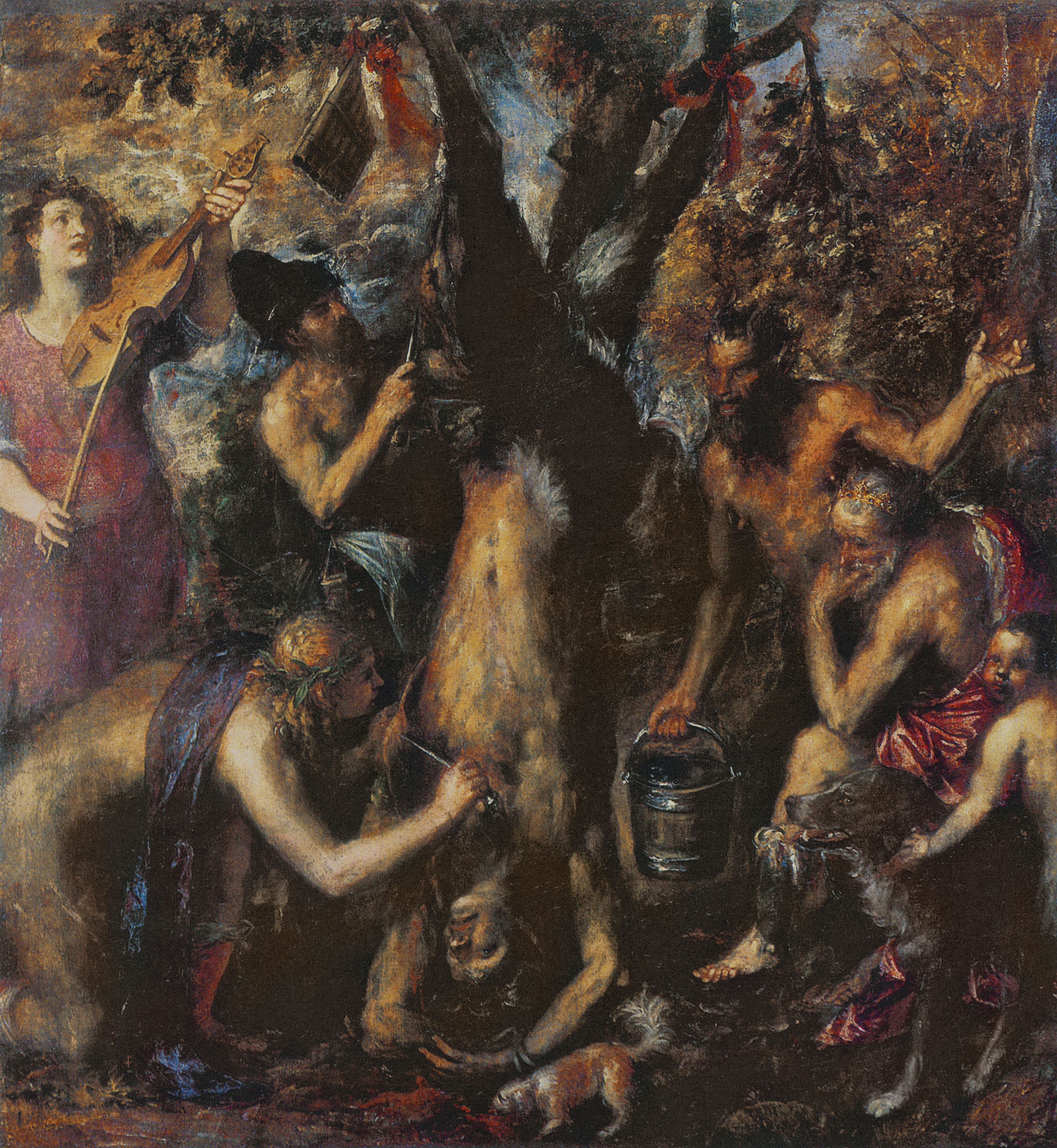
Tizian: Apollo a Marsyas

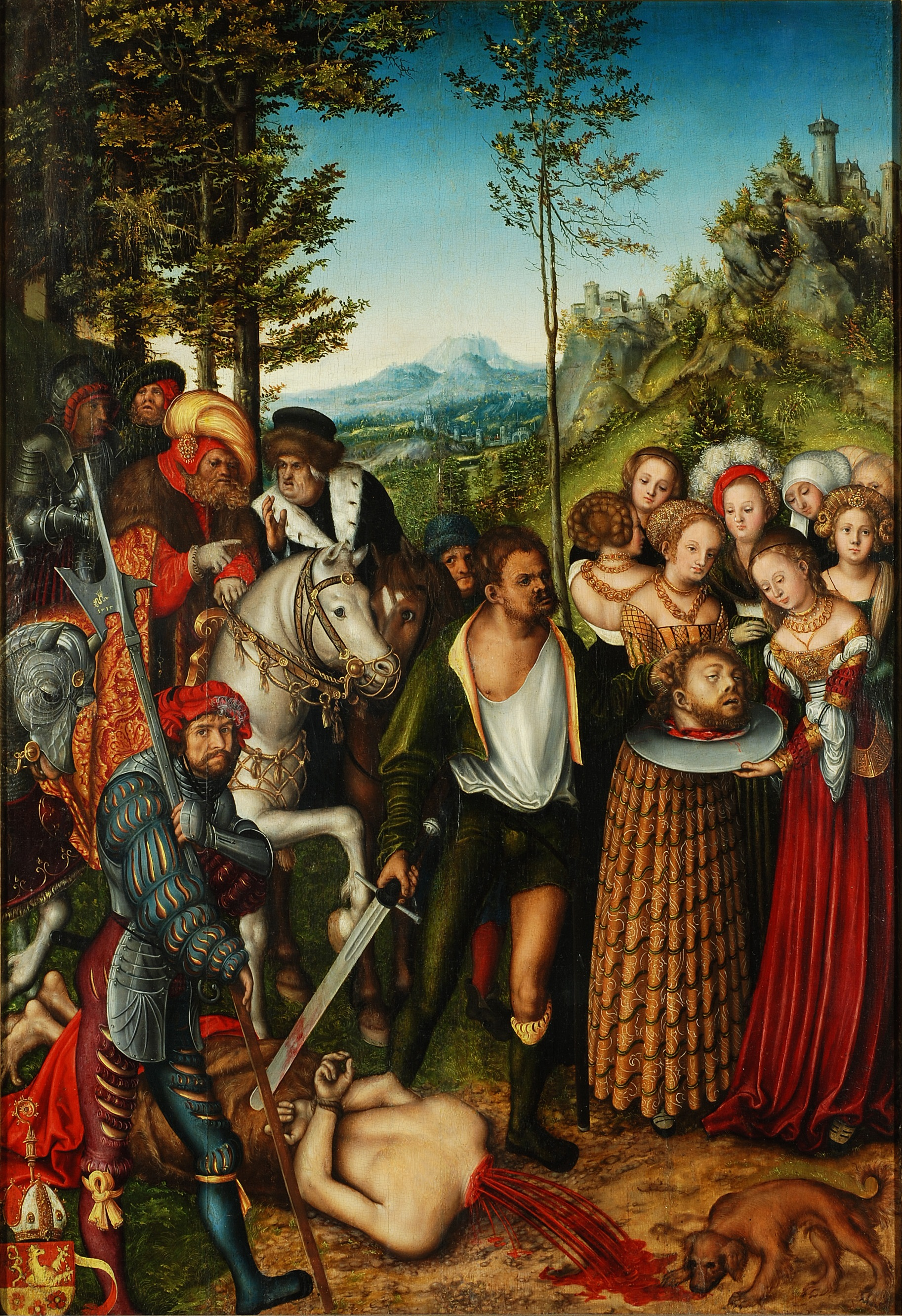
Lucas Cranach starší: Stětí sv. Jana Křtitele

Obrazárna Kroměříž je po Národní galerii druhou nejvýznamnější sbírkou obrazů v České republice. Je vystavena v Arcibiskupském zámku, který je od roku 1998 součástí světového přírodního a kulturního dědictví UNESCO.

## Historie obrazárny
U zrodu sbírky stál olomoucký biskup Karel II. Lichtenstein. Stávající skupinu obrazů na zámku výrazně rozšířil nejen nákupy významných děl, ale především nákupem celých sbírek. Mezi nimi získal v r. 1673 velmi významnou sbírku více než dvou set obrazů a grafik od bratrů Franze a Bernarda von Imstenraed z Kolína nad Rýnem. Tato sbírka obsahovala díla italských, holandských, vlámských i německých malířů. Původně byla instalována v olomoucké biskupské rezidenci.
Za olomouckých biskupů Ferdinanda Troyera, Leopolda Egkha a Maxmiliána z Hamiltonu, působil jako správce sbírky obrazů a restaurátor jejich dvorní malíř Karel Josef Adolf. V r. 1780 bylo v evidenci již 560 obrazů. 
Na konci 18. století, za vlády arcibiskupa hraběte Colloredo-Waldsee při úpravách interiérů zámku bylo do Kroměříže převezeno velké množství obrazů ze všech sídel arcidiecéze, aby byly použity k vytvoření panelové galerie na stěnách Trůnního sálu a Malé jídelny. Při úpravě, která spočívala ve srovnání formátů domalováním a dokonce i oříznutím, došlo i k poškození několika děl.
O sto let později, za vlády arcibiskupa Kohna, byla sbírka restaurována vídeňskými odborníky a dvě místnosti ve druhém patře zámku byly vyhrazeny pro obrazárnu. V r. 1899 byla zpřístupněna veřejnosti. Po roce 1948 sbírky spravovala nejprve Národní galerie, později muzeum v Kroměříži. Nová expozice po r. 1951 byla instalována v devíti místnostech. V r. 1998 se uskutečnila rozsáhlá proměna obrazárny a byl vydán obsáhlý Katalog sbírky obrazů.
Část obrazů je vystavena přímo v historických interiérech zámku. Podstatnější část sbírky je součástí samostatné prohlídky obrazárny, která je rozdělena do devíti místností:
1. sál - díla gotické a renesanční malby 15. a 16. století (Lucas Cranach st.)
2. sál - nizozemská a německá portrétní tvorba a figurální malba 16. století (Hans von Aachen, Jan van Scorel, Quentin Massys)
3. sál - německá a nizozemská žánrová malba (Lucas Gassel, Frans Floris, Jan Brueghel st.)
4. sál - vlámská a holandská malba 17. století (Anthonis van Dyck, Theodor van Loon, Frans Woutters)
5. sál - italské malířství 16. a 17. století (Tizian, Artemisia Gentileschi, Paolo Veronese, Annibale Carraci)
6. sál - kabinet kresby a grafiky (kresby italských uměleckých škol 16. století)
7. sál - Bassanův cyklus Potopa světa
8. sál - italská malba 17. století (Luca Giordano, Filippo Abbiatti, Paolo Pagani, Johann Liss, Johann Anton Eismann)
9. sál - středoevropská malba (Johann Heinrich Schönfeld, Jan Kryštof Liška)

## Významná díla
Nejcennějším obrazem sbírky je obraz známého benátského malíře Tiziana Vecellia zvaný Apollo a Marsyas. Na obraze je známý antický mýtus o potrestání satyra Marsya po hudebním souboji s bohem Apollonem. Král Midas, který měl rozhodnout o vítězi souboje na obrazu nese Tizianovu podobu. Toto dílo bývá při významných příležitostech zapůjčováno do světových galerií. Obraz byl vystaven například na výstavách v Paříži, Londýně, Washingtonu a dalších.
Ve sbírce zastupují díla nizozemského malířství 16. a 17. století například Jan Brueghel starší: Selská rvačka (ca 1610), Anthonis van Dyck: Anglický král Karel I. a jeho manželka Henrietta Marie (1632–1634). Dále Lucas Cranach starší: Stětí sv. Jana Křtitele a Stětí sv. Kateřiny (ca 1515), Annibale Carracci (kolem 1588): Latona a sedláci. Další významní malíři zastoupení v obrazárně jsou například: Paolo Veronese (užívající i jmen P. Cagliari nebo P. Veronese), Hans von Aachen (Dva smějící se mladíci), P. Coeck van Aelst , Jacopo Bassano a další.
V roce 2011 byl z podnětu prof. Ivo Hlobila na půdě zámku znovuobjeven velkoformátový obraz Zavraždění svatého Václava vídeňského malíře Antona Pettera namalovaný v roce 1844, který zachycuje moment zavraždění knížete Václava jeho bratrem Boleslavem. Se svými rozměry 8,5 na 5,1 metru se řadí k největším obrazům v České republice. Obraz byl po restaurování dlouhodobě zapůjčen do Opavy, kde je vystaven v gotickém kostele sv. Václava. 